# ليو روزنر
ليو روزنر (بالإنجليزية: Leo Rosner)‏ هو موسيقي أسترالي، ولد في 26 يونيو 1918 في كراكوف في بولندا، وتوفي في 10 أكتوبر 2008.

## وصلات خارجية
- ليو روزنر على موقع IMDb (الإنجليزية)